# Carex albidibasis
Espèce
Classification phylogénétique
Carex albidibasis est une espèce de plantes du genre Carex et de la famille des Cyperaceae.